# Антония Гибрида Младшая
Анто́ния Гибри́да Мла́дшая (лат. Antonia Hybrida Minor; умерла после 47 года до н. э.) — римская матрона, дочь Гая Антония Гибриды, жена своего двоюродного брата Марка Антония, позже ставшего членом Второго триумвирата.
Точно неизвестно, была ли Антония первой или второй женой своего кузена, так как его брак с Фадией упоминается только у Цицерона. Марк Антоний и Гибрида поженились примерно в 53/52 году до н. э. У них родилась дочь, в 44 году до н. э. помолвленная с сыном будущего триумвира Марка Эмилия Лепида, но позже выданная за грека Пифодора из Тралл.
В 47 году до н. э. Марк Антоний обвинил жену в измене с Публием Корнелием Долабеллой и дал ей развод, чтобы вступить в новый брак с недавно овдовевшей Фульвией. О дальнейшей судьбе Антонии Гибриды ничего не известно.